# Physalaemus cicada
Physalaemus cicada là một loài ếch trong họ Leptodactylidae. Chúng là loài đặc hữu của Brasil.
Các môi trường sống tự nhiên của chúng là xavan khô, xavan ẩm, và đầm nước ngọt có nước theo mùa. Loài này đang bị đe dọa do mất môi trường sống.